# Estádio Jalisco
O Estádio Jalisco é um estádio de futebol localizado em Guadalajara, no México. É o terceiro maior estádio do país, perdendo apenas para o Estádio Azteca e o Estádio Olímpico Universitário.
Inaugurado em 20 de novembro de 1952, tem capacidade para 55.110 torcedores. É a casa do Atlas de Guadalajara e do Leones Negros e foi durante muito tempo, do Chivas de Guadalajara.
Foi palco de cinco dos seis jogos da Seleção Brasileira de Futebol na Copa do Mundo de 1970 (além de outros três jogos) e os cinco jogos do Brasil na Copa do Mundo de 1986 (além de um jogo). Com isso, o Jalisco se tornou o estádio mais utilizado pelo Brasil em Copas do Mundo.
Também recebeu alguns jogos da Copa das Confederações de 1999.

## História

### Inauguração
O estádio foi inaugurado a 24 de janeiro de 1959. No entanto, o jogo inaugural só teve lugar a 31 de janeiro de 1960 e foi disputado entre a equipe argentina San Lorenzo de Almagro e o Atlas.
O primeiro jogador a pisar o relvado foi Alfredo Torres, e o primeiro golo foi marcado por Norberto Boggio, jogador do El Cyclone. Cinquenta mil espectadores assistiram ao jogo, que gerou uma receita de bilheteira de cerca de 465.000 pesos.

### Eventos internacionais
O México sediou a Copa do Mundo da FIFA de 1970, e Guadalajara foi escolhida como cidade anfitriã do Mundial, pelo que foi acrescentado um primeiro andar ao estádio, bem como estendida a cobertura a todas as bancadas. Em 1986, o evento voltou a realizar-se em Guadalajara e procedeu-se a uma remodelação geral e à modernização do equipamento técnico.
Em 1999, o estádio acolheu a Copa das Confederações de 1999. Foram acrescentados camarotes VIP na parte oriental do estádio e os vestiários e a zona comum foram completamente remodelados, com uma nova cabine de imprensa, localizada na parte superior do estádio, conhecida como Zona "B".

## Jogos da Copa do Mundo de 1970
- 2 de Junho: Grupo C  Inglaterra 1 - 0  Romênia

- 3 de Junho: Grupo C  Tchecoslováquia 1 - 4  Brasil

- 6 de Junho: Grupo C  Tchecoslováquia 1 - 2  Romênia

- 7 de Junho: Grupo C  Inglaterra 0 - 1  Brasil

- 10 de Junho: Grupo C  Brasil 3 - 2  Romênia

- 11 de Junho: Grupo C  Inglaterra 1 - 0  Tchecoslováquia

- 14 de Junho: Quartas-de-Final  Peru 2 - 4  Brasil

- 17 de Junho: Semi-Final  Uruguai 1 - 3  Brasil

## Jogos da Copa do Mundo de 1986
- 1 de Junho: Grupo D  Espanha 0 - 1  Brasil

- 6 de Junho: Grupo D  Brasil 1 - 0  Argélia

- 12 de Junho: Grupo D  Irlanda do Norte 0 - 3  Brasil

- 16 de Junho: Oitavas de Final  Brasil 4 - 0  Polónia

- 21 de Junho: Quartas de Final  Brasil 1 - 1  França (3 - 4 nos Penâltis)

- 25 de Junho: Semi-Final  França 0 - 2  Alemanha Ocidental